# Lutz Klinkhammer
Lutz Klinkhammer (Treviri, 13 novembre 1960) è uno storico tedesco.
Due fra i suoi principali campi di ricerca sono gli studi su nazionalsocialismo e sulla seconda guerra mondiale con le conseguenze culturali e mermorialistiche da essa derivate. È inoltre studioso dell'Europa nell'epoca napoleonica.

## Biografia
Si è laureato all'Università di Treviri in storia, storia dell'arte e scienze politiche. Fu borsista dell'Istituto Storico Germanico di Roma nel 1987/1988. Tornato all'ateneo della sua città natale, fu collaboratore ad un gruppo di ricerca guidato da Wolfgang Schieder incentrato sulla Germania napoleonica (1798-1814). Nel 1991 ha conseguito un dottorato di ricerca, poi ha lavorato come ricercatore presso l'Università di Colonia; negli anni successivi ha ottenuto varie borse di studio. In Italia, ha insegnato presso le Università di Pavia, della Tuscia e di Bologna; in Germania presso l'Università Johannes Gutenberg di Magonza.
Dal 1999 fa di nuovo parte dell'Istituto Storico Germanico di Roma, con responsabilità per il settore della Storia contemporanea. È membro della direzione della rivista di storia contemporanea «Passato e presente» e da marzo 2017 ricopre la carica di vicedirettore dell'Istituto Storico Germanico

## Opere

### Libri
- L'occupazione tedesca in Italia 1943-1945 (Zwischen Bündnis und Besatzung. Das nationalsozialistische Deutschland und die Republik von Salò 1943 bis 45), traduzione di Giuseppina Panzieri Saija, Collezione Nuova Cultura n.37, Torino, Bollati Boringhieri, novembre 1993, ISBN 978-88-339-0773-4.
- con Enzo Collotti, Il fascismo e l'Italia in guerra, Ediesse, 1995, ISBN 978-88-230-0217-3.
- Stragi naziste in Italia. La guerra contro i civili 1943-1944, traduzione di S. Meyer, Roma, Donzelli, 1997. - Nuova edizione con un saggio sulla storiografia della guerra contro i civili, Roma, Donzelli, 2006.
- con Carlo Gentile e Steffen Prauser, I nazisti. I rapporti tra Italia e Germania nelle fotografie dell'Istituto Luce, Roma, Editori Riuniti, 2002, ISBN 978-88-359-5251-0.
- con Claudio Natoli e Leonardo Rapone, Dittature, Opposizioni, Resistenze. Italia fascista, Germania nazionalsocialista, Spagna franchista: storiografie a confronto, Milano, Edizioni Unicopli, 2005.
- Giovani contro Hitler. La Resistenza nel Terzo Reich, traduzione di S. Meyer, Gli struzzi, Torino, Einaudi, 2007, ISBN 978-88-061-6146-0.
- con Oliver Janz, La Morte per la Patria. La celebrazione dei caduti dal Risorgimento alla Repubblica, Roma, Donzelli, 2008.
- con Filippo Focardi, Criminali di guerra in libertà. Un accordo segreto tra Italia e Germania federale, 1949-1955, Roma, Carocci editore, 2008, ISBN 978-88-4304-283-8.
- (DE)  con Amedeo Osti Guerrazzi e Thomas Schlemmer, Die "Achse" im Krieg - Politik, Ideologie und Kriegsführung 1939-1945, Leiden, Koninklijke Brill NV, 2010, ISBN 978-35-0676-547-5.

### Articoli e saggi
- con Andrea Ciampani, La ricerca tedesca sul Risorgimento italiano. Atti del convegno internazionale Roma 1-3 marzo 2001, Rassegna storica del Risorgimento 2001 (suppl.), Roma, 2002.
- "Kunstschutz": L'azione concertata per la protezione delle opere d'arte a Roma nel Lazio nella prima fase dell'occupazione tedesca (1943/1944), in Archivio della Società romana di storia patria, vol. 134 (2011), pp. 193-237.
- Il Mezzogiorno borbonico e risorgimentale, in L'Europa e l'Altra Europa. I libri di Giuseppe Galasso, a cura di Aurelio Musi e Luigi Mascilli Migliorini, Napoli 2011, pp. 355-364.
- Was there a fascist revolution? The function of penal law in fascist Italy and Nazi Germany, in Journal of Modern Italian Studies, vol. 15, n. 3 (June 2010), pp. 390-409.
- Riflessioni sull'immagine dei tedeschi in Italia dopo il 1945, in Le Relazioni tra l'Italia e la Germania. Numero speciale nel cinquantenario dell'accordo per l'emigrazione italiana in Germania del 1955, in Il Veltro. Rivista della Civiltà italiana, anno 49, n. 4-6 (2005), pp. 140-148.
- Gli internati militari italiani nei Lager della Renania, in Schiavi allo sbaraglio, a cura dell'Istituto campano per la storia della Resistenza del gruppo ufficiali internati nello straflager di Colonia, Cuneo 1990, pp. 167-181.
- L'occupazione nazista e la società tosco-emiliana a cavallo della linea gotica secondo le fonti tedesche, in Al di qua e al di là della Linea Gotica. 1944-1945: aspetti sociali, politici e militari in Toscana e in Emilia-Romagna, a cura di Luigi Arbizzani, Regioni Emilia-Romagna e Toscana, Bologna/Firenze, pp. 281-299.